# Höhlen-Feilenfisch
Der Höhlen-Feilenfisch (Pervagor janthinosoma) lebt im tropischen Indopazifik von der Küste Ostafrikas bis Samoa, nördlich bis zum südlichen Japan und südlich bis New South Wales und Tonga.

## Merkmale
Er wird 13 bis 14 Zentimeter lang, Kopf und Vorderkörper sind bläulich, der Rumpf grün und die Schwanzflosse orangerot. Die Kiemenöffnung ist schwarz. Der erste Strahl der Rückenflosse steht allein und ist stark entwickelt. Die restliche, weichstrahlige Rückenflosse, die Afterflosse und die Brustflossen sind transparent. Männchen haben auf der Schwanzwurzel eine klettverschlussartige Zone drüsiger Hautanhänge.
Flossenformel: Dorsale I–II/29–34, Anale 0/26–30

## Lebensweise
Höhlen-Feilenfische leben sehr versteckt in Lagunen, Fels- und Außenriffen in Tiefen von einem bis 20 Metern. Sie bevorzugen korallenreiche Gebiete und halten sich vor allem in Felshöhlen, unter Schwämmen und großen Korallenstöcken auf. Ausgewachsene Exemplare bilden Paare, von denen aber normalerweise nur einer auf Nahrungssuche sichtbar ist, während der Partner sich versteckt hält.